# 小行星8418
小行星8418（英語：8418 Mogamigawa）是一颗围绕太阳公转的小行星。1996年11月10日，大国富丸在南阳市发现了此天体。
这颗小行星的绝对星等为308.12924等。